# Монтеаперти
Монтеаперти је насеље у Италији у округу Сијена, региону Тоскана.
Према процени из 2011. у насељу је живело 652 становника. Насеље се налази на надморској висини од 252 м.